# Krakowez
Krakowez (ukrainisch Краковець – auch Краківець/Krakiwez; polnisch Krakowiec; deutsch selten Krakowitz) ist eine Siedlung städtischen Typs im Rajon Jaworiw der Oblast Lwiw im Westen der Ukraine etwa 88 Kilometer westlich der Gebietshauptstadt Lemberg am Fluss Schklo gelegen. Östlich des Ortes befindet sich der Krakowezer See, ein künstlich angelegter Stausee.
Die Grenze zu Polen verläuft nordwestlich des Ortes. Zur Siedlungsratsgemeinde zählten auch die südlich und südwestlich gelegenen Dörfer Broschky (Брожки), Hlynyzi, Morjanzi (Мор'янці) und Peredwirja (Передвір'я), seit dem 12. Juni 2020 ist der Ort ein Teil der Stadtgemeinde Jaworiw.
Am Ort vorbei verläuft die M 10 und schließt nach dem Grenzübergang zu Polen an Korczowa an.

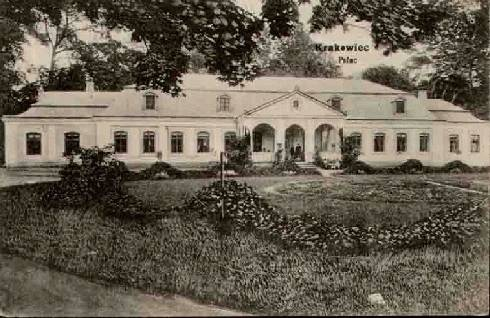
Landhaus in Krakowez vor 1945

## Geschichte
Der Ort wurde 1320 zum ersten Mal schriftlich erwähnt und erhielt 1520 das Magdeburger Stadtrecht. Er gehörte in der Habsburgermonarchie ab 1774 bis 1918 als Krakowiec zum österreichischen Reichsteil Galizien und war von 1854 bis 1867 Sitz einer Bezirkshauptmannschaft, danach wurde ein Bezirksgericht des Bezirks Jaworów eingerichtet.
Im Ersten Weltkrieg wurde der Ort bombardiert und kam danach zu Polen (in die Woiwodschaft Lwów). Er wurde im Zweiten Weltkrieg kurzzeitig von der Sowjetunion und dann bis 1944 von Deutschland besetzt, das rund 4000 Juden aus der Gegend ermordete. Spannungen zwischen Polen und Ukrainern belasteten die Menschen. Unter sowjetischer Besatzung wurde der Ort auf eine Siedlung städtischen Typs herabgestuft.
Nach dem Ende des Krieges wurde der Ort der Sowjetunion zugeschlagen, dort kam die Stadt zur Ukrainischen SSR und ist seit 1991 ein Teil der heutigen Ukraine. Der britische Historiker Bernard Wasserstein schrieb eine Monografie über den Ort. Owen Matthews kommentierte in der Literary Review: „ein kleiner Ort, von dem Sie wahrscheinlich noch nie gehört haben“. Wassersteins Vorfahren stammen aus Krakowez.

## Sehenswürdigkeiten
- Kirche des Heiligen Jakob aus dem 18. Jahrhundert umgebaut

## Persönlichkeiten
- Roman Schuchewytsch (1907–1950), Offizier der Ukrainischen Aufstandsarmee